# Akron (Iowa)
Akron es una ciudad situada en el condado de Plymouth, Estado de Iowa, Estados Unidos. Según el censo de 2010 tenía una población de 1.486 habitantes.

## Geografía
Según la Oficina del Censo de los Estados Unidos, la localidad tiene un área total de 3,15 km², la totalidad de los cuales 3,15 km² corresponden a tierra firme.

## Demografía
Según el censo de 2010, había 1486 personas residiendo en la localidad. La densidad de población era de 471,75 hab./km². Había 702 viviendas con una densidad media de 222,86 viviendas/km². El 97,44% de los habitantes eran blancos, el 0,4% afroamericanos, el 0,61% amerindios, el 0,07% asiáticos, el 0,07% isleños del Pacífico, el 0,54% de otras razas, y el 0,87% pertenecía a dos o más razas. El 0,47% de la población eran hispanos o latinos de cualquier raza.
Según el censo de 2000, de los 667 hogares, en el 27,7% había menores de 18 años, el 53,2% pertenecía a parejas casadas, el 7,5% tenía a una mujer como cabeza de familia, y el 36,4% no eran familias. El 34,2% de los hogares estaba compuesto por un único individuo, y el 20,8% pertenecía a alguien mayor de 65 años viviendo solo. El tamaño promedio de los hogares era de 2,23 personas, y el de las familias de 2,85.
La población estaba distribuida en un 23,9% de habitantes menores de 18 años, un 6,8% entre 18 y 24 años, un 24,0% de 25 a 44, un 20,0% de 45 a 64, y un 25,3% de 65 años o mayores. La media de edad era 42 años. Por cada 100 mujeres había 92,1 hombres. Por cada 100 mujeres de 18 años o más, había 87,6 hombres.
Los ingresos medios por hogar en la localidad eran de 29.583 dólares ($), y los ingresos medios por familia eran 37.404 $. Los hombres tenían unos ingresos medios de 30.875 $ frente a los 21.286 $ para las mujeres. La renta per cápita para la ciudad era de 18.631 $. El 7,2% de la población y el 6,2% de las familias estaban por debajo del umbral de pobreza. El 7,8% de los menores de 18 años y el 11,0% de los habitantes de 65 años o más vivían por debajo del umbral de pobreza.